# Fabriciola baltica
Fabriciola baltica é uma espécie de anelídeo pertencente à família Fabriciidae.
A autoridade científica da espécie é Friedrich, tendo sido descrita no ano de 1939.
Trata-se de uma espécie presente no território português, incluindo a sua zona económica exclusiva.